# 407 (szám)
A 407 (római számmal: CDVII) egy természetes szám, félprím, a 11 és a 37 szorzata.

## A szám a matematikában
A tízes számrendszerbeli 407-es a kettes számrendszerben 110010111, a nyolcas számrendszerben 627, a tizenhatos számrendszerben 197 alakban írható fel.
A 407 páratlan szám, összetett szám, azon belül félprím, kanonikus alakban a 111 · 371 szorzattal, normálalakban a 4,07 · 102 szorzattal írható fel. Négy osztója van a természetes számok halmazán, ezek növekvő sorrendben: 1, 11, 37 és 407.
A 407 négyzete 165 649, köbe 67 419 143, négyzetgyöke 20,17424, köbgyöke 7,4108, reciproka 0,002457. A 407 egység sugarú kör kerülete 2557,25642 egység, területe 520 401,68147 területegység; a 407 egység sugarú gömb térfogata 282 404 645,8 térfogategység.